# RFU Championship Cup 2019-20
La RFU Championship Cup 2019-20 fue la segunda edición del torneo de rugby para equipos de Inglaterra que participan en la segunda división del mencionado país.
El torneo fue cancelado debido a la pandemia de COVID-19.

## Sistema de disputa
Cada equipo disputa seis partidos frente a sus rivales de grupo, luego de la fase de grupos los mejores ocho equipos clasifican a los cuartos de final.

## Desarrollo
|  | Clasificados a las cuartos de final. |

### Grupo 1
| Pos. | Equipo              | Encuentros | Encuentros | Encuentros | Encuentros | Tantos | Tantos | Tantos | PB | PB | Puntos |
| Pos. | Equipo              | PJ         | PG         | PE         | PP         | F      | C      | Dif    | BO | BD | Puntos |
| ---- | ------------------- | ---------- | ---------- | ---------- | ---------- | ------ | ------ | ------ | -- | -- | ------ |
| 1.º  | Ealing Trailfinders | 6          | 6          | 0          | 0          | 282    | 107    | 175    | 4  | 0  | 28     |
| 2.º  | Coventry RFC        | 6          | 4          | 0          | 2          | 210    | 150    | 60     | 3  | 1  | 20     |
| 3.º  | Ampthill RUFC       | 6          | 2          | 0          | 4          | 112    | 204    | -92    | 2  | 1  | 11     |
| 4.º  | Bedford Blues       | 6          | 0          | 0          | 6          | 98     | 242    | -144   | 1  | 1  | 2      |

### Grupo 2
| Pos. | Equipo               | Encuentros | Encuentros | Encuentros | Encuentros | Tantos | Tantos | Tantos | PB | PB | Puntos |
| Pos. | Equipo               | PJ         | PG         | PE         | PP         | F      | C      | Dif    | BO | BD | Puntos |
| ---- | -------------------- | ---------- | ---------- | ---------- | ---------- | ------ | ------ | ------ | -- | -- | ------ |
| 1.º  | Newcastle Falcons    | 6          | 6          | 0          | 0          | 261    | 53     | 208    | 5  | 0  | 29     |
| 2.º  | Jersey Reds          | 6          | 3          | 0          | 3          | 124    | 141    | -17    | 4  | 1  | 17     |
| 3.º  | Doncaster Knights    | 6          | 2          | 0          | 4          | 131    | 212    | -81    | 3  | 0  | 11     |
| 4.º  | Hartpury College RFC | 6          | 1          | 0          | 5          | 116    | 227    | -111   | 1  | 0  | 5      |

### Grupo 3
| Pos. | Equipo             | Encuentros | Encuentros | Encuentros | Encuentros | Tantos | Tantos | Tantos | PB | PB | Puntos |
| Pos. | Equipo             | PJ         | PG         | PE         | PP         | F      | C      | Dif    | BO | BD | Puntos |
| ---- | ------------------ | ---------- | ---------- | ---------- | ---------- | ------ | ------ | ------ | -- | -- | ------ |
| 1.º  | Nottingham RFC     | 6          | 4          | 0          | 2          | 227    | 89     | 138    | 4  | 1  | 21     |
| 2.º  | Cornish Pirates    | 6          | 4          | 0          | 2          | 213    | 79     | 134    | 4  | 1  | 21     |
| 3.º  | London Scottish    | 6          | 4          | 0          | 2          | 168    | 121    | 47     | 3  | 0  | 19     |
| 4.º  | Yorkshire Carnegie | 6          | 0          | 0          | 6          | 19     | 338    | -319   | 0  | 0  | 0      |

### Cuartos de final
| 21 de febrero de 2020 | Nottingham RFC | 15 - 0 | Doncaster Knights |  |  |

| 22 de febrero de 2020 | Ealing Trailfinders | 36 - 17 | Jersey Reds |  |  |

| 22 de febrero de 2020 | Newcastle Falcons | 28 - 5 | London Scottish |  |  |

| 23 de febrero de 2020 | Cornish Pirates | 47 - 31 | Coventry RFC |  |  |

### Semifinales
| 2020 | Newcastle Falcons | Cancelado | Cornish Pirates |  |  |

| 2020 | Ealing Trailfinders | Cancelado | Nottingham RFC |  |  |